# الإجهاض في الإكوادور
الإجهاض في الإكوادور غير قانوني إلا عندما يتم إجراؤه في حالة وجود تهديد لحياة المرأة الحامل أو صحتها (عندما لا يمكن تجنب هذا التهديد بوسائل أخرى) أو عندما يكون الحمل نتيجة للاغتصاب، بما في ذلك، على سبيل المثال لا الحصر، الاعتداء الجنسي. جريمة ضد امرأة معاقة عقلياً بموافقة ممثلها القانوني على الإجهاض. وفي عام 2021، قضت المحكمة الدستورية في الإكوادور بإلغاء تجريم الإجهاض في جميع حالات الاغتصاب.
تقدم وزارة الصحة العامة مبادئ توجيهية بشأن الإجهاض العلاجي.
في الإكوادور، هناك معارضة سياسية قوية للإجهاض؛ وفي عام 2013، هدد الرئيس رفاييل كوريا بالاستقالة إذا تم تحرير قانون الإجهاض. اعتبارًا من عام 2015، كان ما يقرب من 100 قضية جنائية للإجهاض غير القانوني قيد التحقيق.
في عام 2015، حثت اتفاقية القضاء على جميع أشكال التمييز ضد المرأة الإكوادور على إلغاء تجريم الإجهاض في حالات الاغتصاب وسفاح القربى (بموجب القانون في ذلك الوقت، كان الإجهاض قانونيًا فقط إذا كانت المرأة معاقة عقليًا) وتشوهات الجنين الشديدة (وهو أمر غير قانوني أيضًا).